# Csércs
Csércs (szlovákul: Čirč) község Szlovákiában, az Eperjesi kerület Ólublói járásában.

## Fekvése
Ólublótól 27 km-re keletre, a Salská-patak partján fekszik.

## Története
1238-ban, más források szerint 1330-ban említik először Henrik nevű papjával együtt. A falut a német soltészjog alapján telepítették be a 13.-14. században, a palocsai uradalom területén. 1329-ben a Drugeth család birtoka, akik 1323-ban kapták a birtokot Károly Róbert királytól. 1349-ben „Cirk” néven említi oklevél, ekkor már állt temploma is. 1427-ben 27 adózó portát számláltak a községben, ezzel a közepes nagyságú települések közé tartozott. A 14.-16. században Tarkő várának uradalmához tartozott. A Sztáray család birtoka. 1557-ben császári csapatok foglalták el és rombolták le.
A 16. században lakossága kicserélődött, amikor ruszinokat telepítettek a községbe. A 16. századtól a Tarczay és Dessewffy család birtoka volt, akik a község utolsó birtokosai voltak. 1787-ben 69 házában 537 lakos élt. 
A 18. század végén Vályi András így ír róla: „CSIRES. Orosz falu Sáros Vármegyében, földes Urai Gróf Szirmai, és Dessőfy Uraságok, lakosai ó hitűek, fekszik Lyubotinnak szomszédságában, ’s ennek filiája, Bártfától egy, és 3/4. mértföldnyire, határja hegyes, de nem terméketlen, réttye, és legelője elegendő, fája mind a’ kétféle elég, de más fogyatkozásai miatt, harmadik Osztálybéli.”
1828-ban 124 ház állt a községben 891 lakossal. Lakói főként szarvasmarha és juhtenyésztéssel, valamint erdei munkákkal foglalkoztak. A 19. században kőbányája is működött.
Fényes Elek 1851-ben kiadott geográfiai szótárában így ír a faluról: „Csircs, orosz falu, Sáros v., közel a Poprádhoz és Galicziához; Palocsától keletre 1 mfd. 65 római, 762 g. kath., 74 zsidó lak. Gör. paroch. templom. Fürész- és lisztmalmok. Sok legelő és fenyves. F. u. a Dessewffy nemz. Ut. p. Bártfa.”
A vasút 1876-ban érte el a települést, ez fejlődésére kedvezően hatott. 1914-ben malom is épült a faluban. A trianoni diktátum előtt Sáros vármegye Héthársi járásához tartozott.

## Népessége
| Év:            | 1994. | 2004.    | 2014.   | 2024.    |
| -------------- | ----- | -------- | ------- | -------- |
| Emberek száma: | 1014  | 1155     | 1259    | 1437     |
| Eltérés:       |       | +13,90 % | +9,00 % | +14,13 % |

| Év:            | 2023. | 2024.   |
| -------------- | ----- | ------- |
| Emberek száma: | 1410  | 1437    |
| Eltérés:       |       | +1,91 % |

1910-ben 821, többségben ruszin lakosa volt, jelentős német kisebbséggel.
2001-ben 1118 lakosából 713 szlovák és 373 ruszin volt.
2011-ben 1240 lakosából 581 szlovák és 547 ruszin.

## Nevezetességei
- Görögkatolikus temploma 1843-ban épült barokk-klasszicista stílusban.
- Az Uhliska-hegyen levő kápolnát 1770-ben építették, híres búcsújáróhely.

## Híres emberek
- Itt született 1919. augusztus 24-én Viktor Kopčák ruszin író, tanár, lapszerkesztő.